# Intiö
Intiö (en finnois : Intiön kaupunginosa) est  un  quartier du district central de la ville d'Oulu en Finlande.

## Description
Le quartier compte 2 579 habitants (31.12.2018).
La majeure partie du quartier d'Intiö est occupée par l'ancienne caserne militaire, aujourd'hui utilisée par le collège professionnel de Luovi, et par le cimetière d'Oulu. 
De nouveaux immeubles ont été construits le long de la rivière. 
Le château d’eau d'Intiö, conçu par l’architecte Johan Sigfrid Sirén, est un monument emblématique d’Intiö.

## Vues du quartier

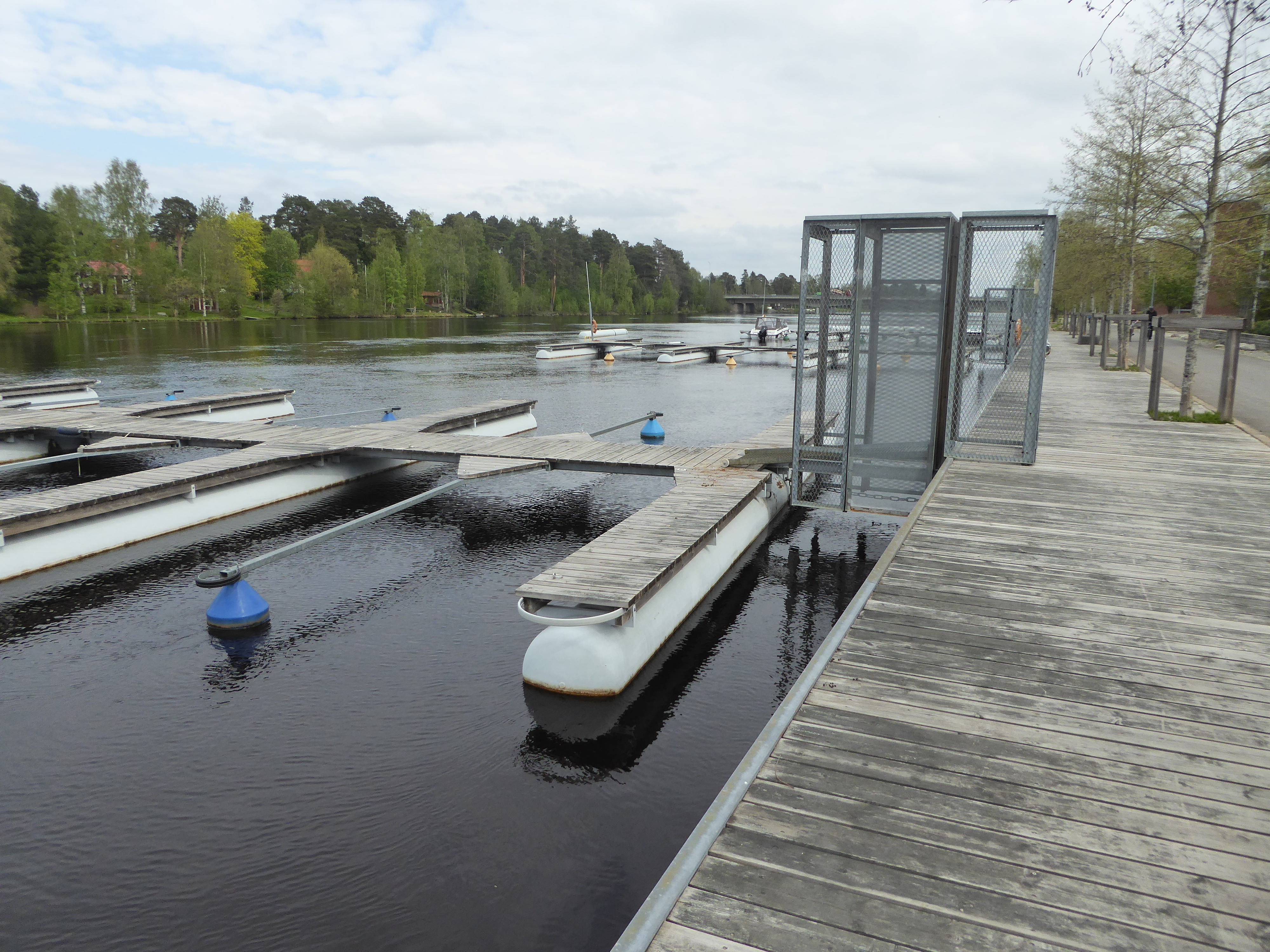
Le fleuve Oulujoki.
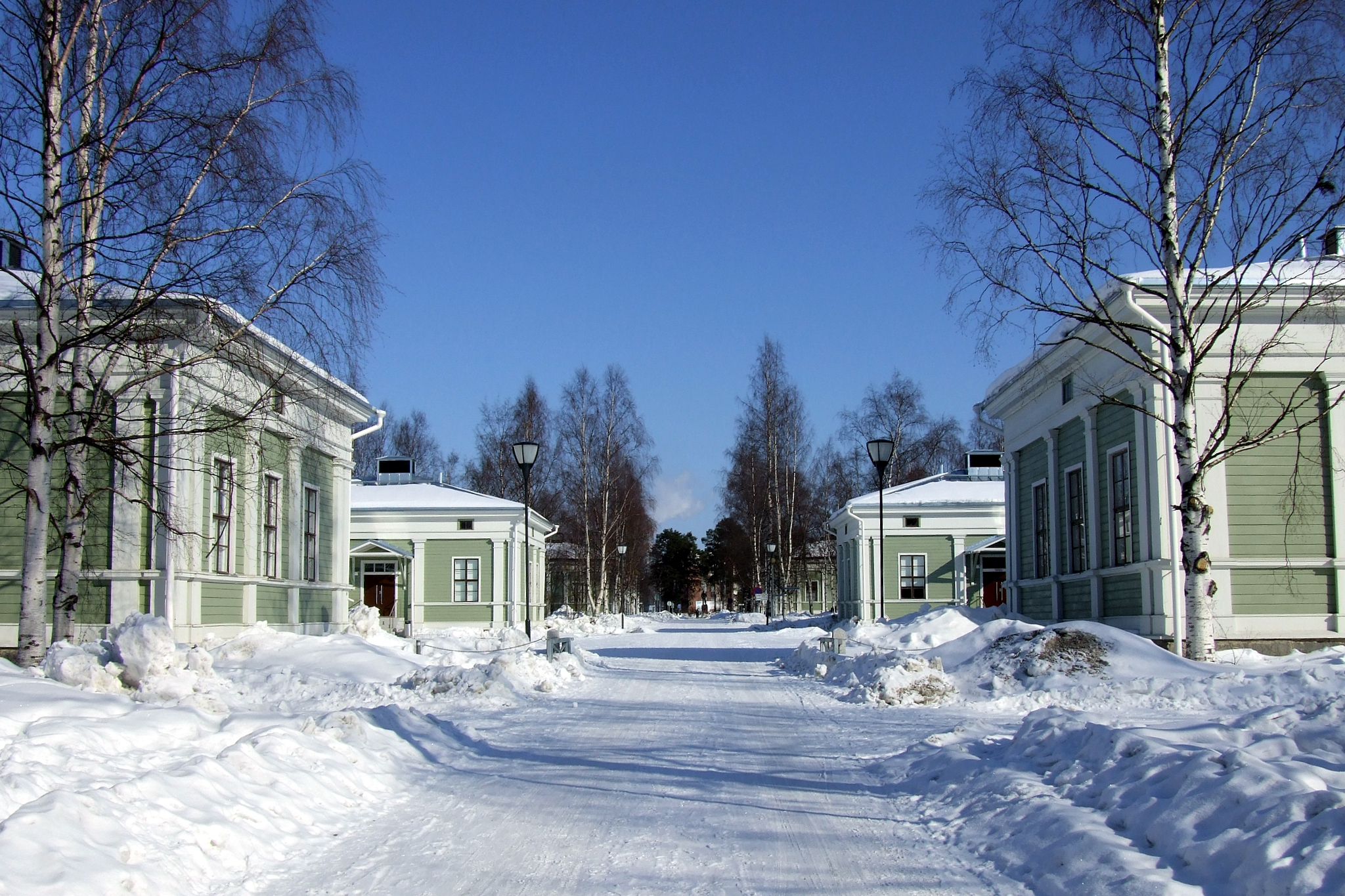
L'ancienne caserne du bataillon des tireurs d'élite, architecte August Boman.
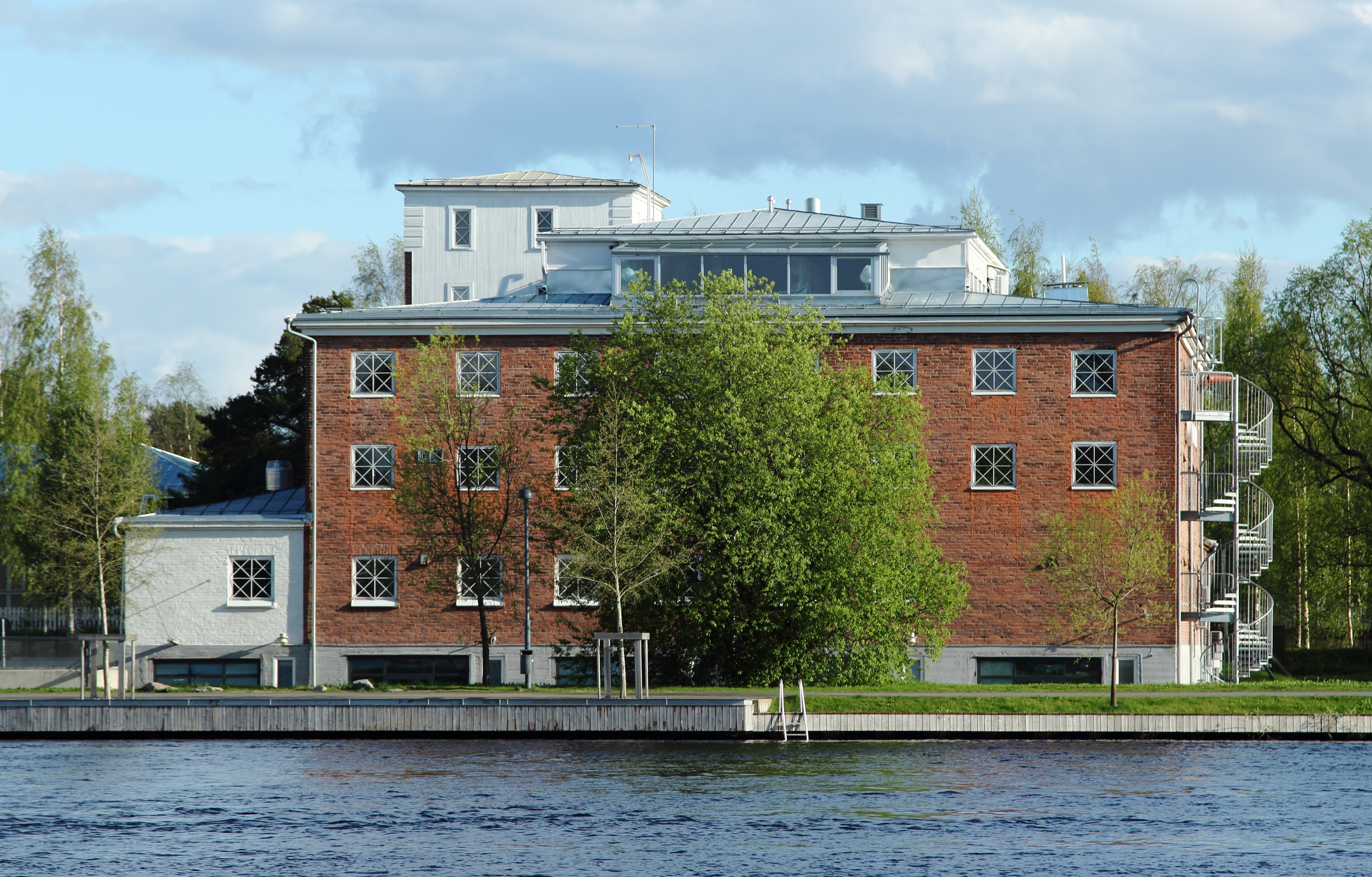
Kasarmintie 15.
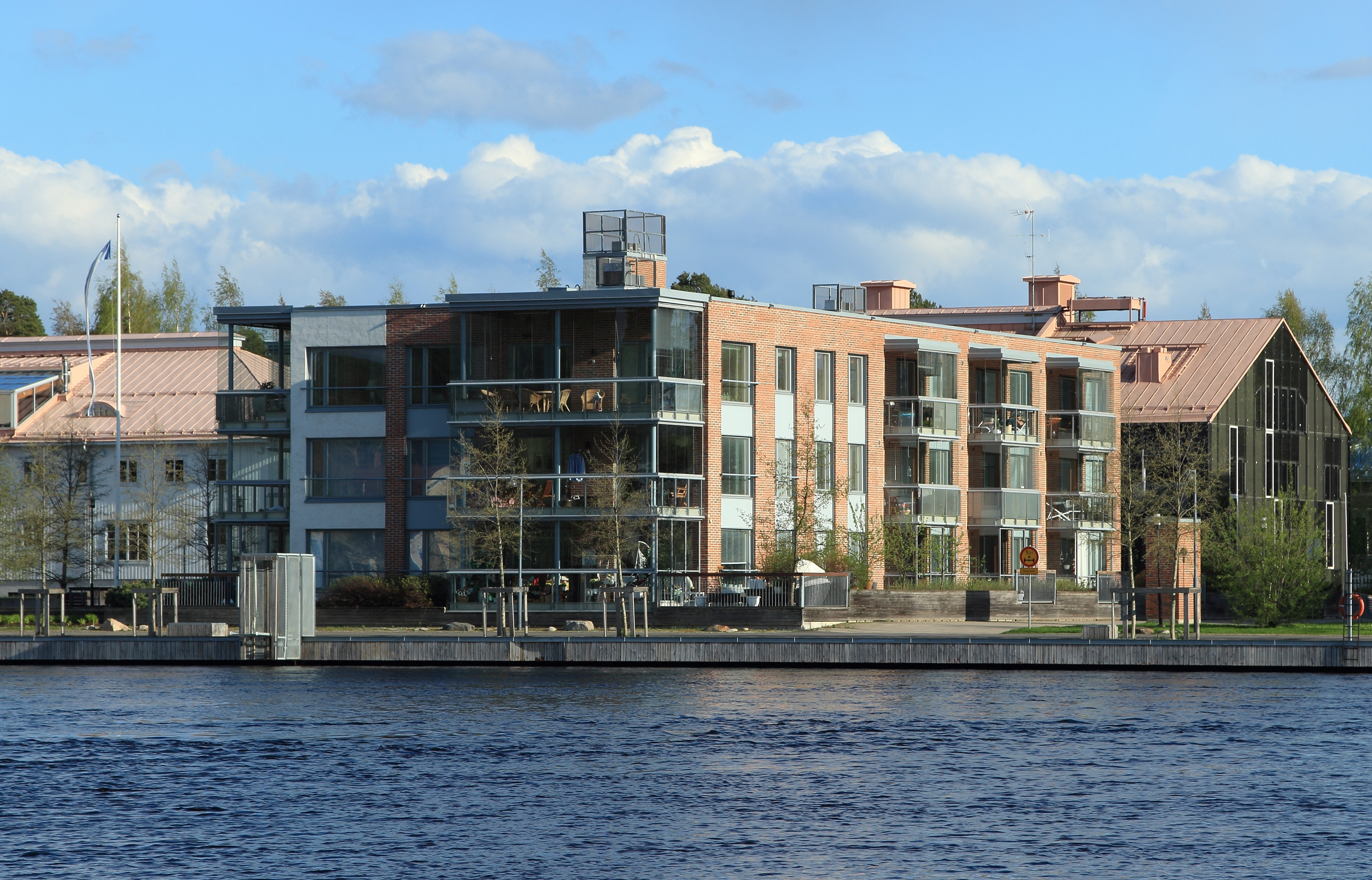
Kasarmintie 19.
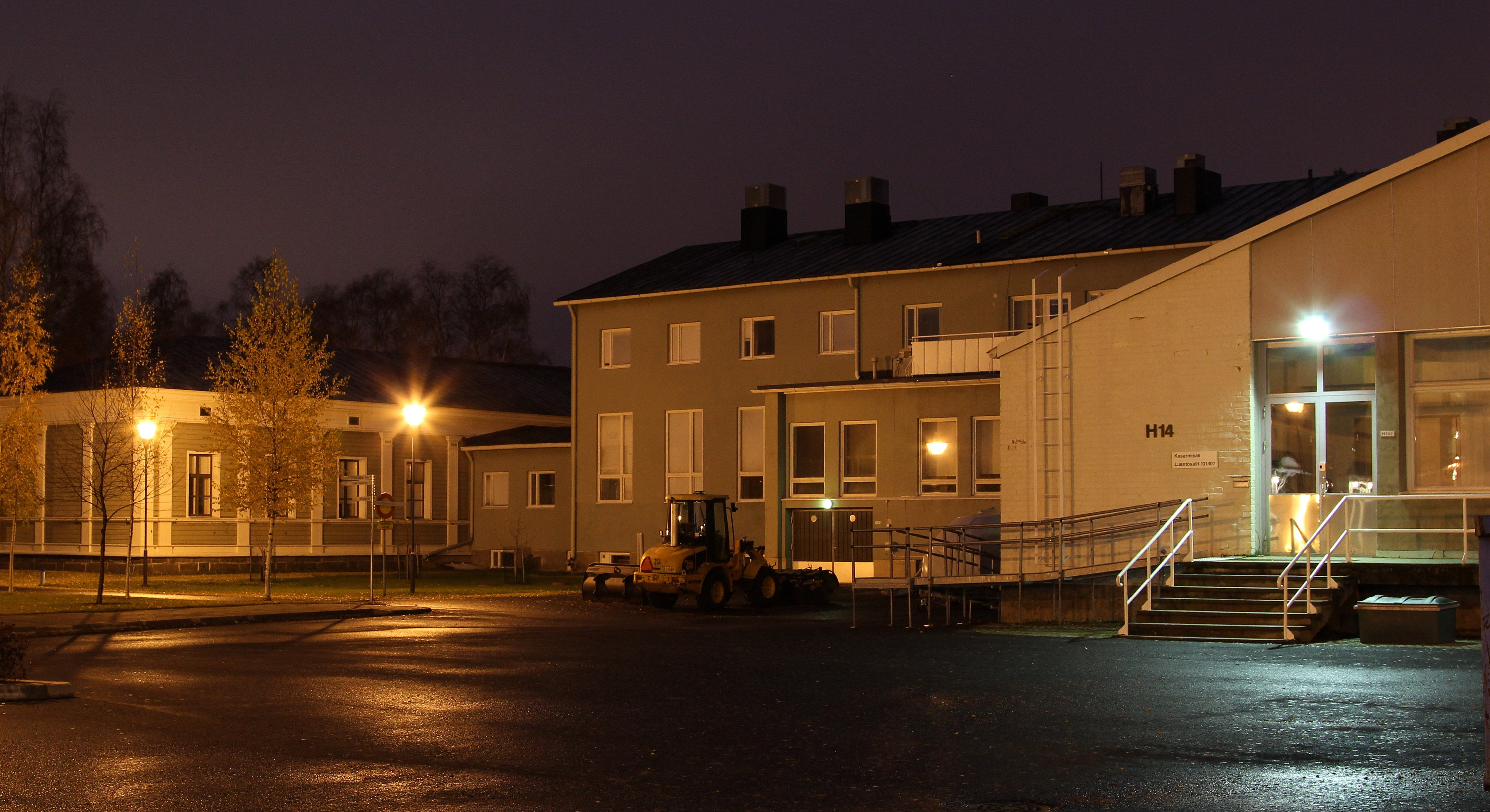
École professionnelle de Luovi.
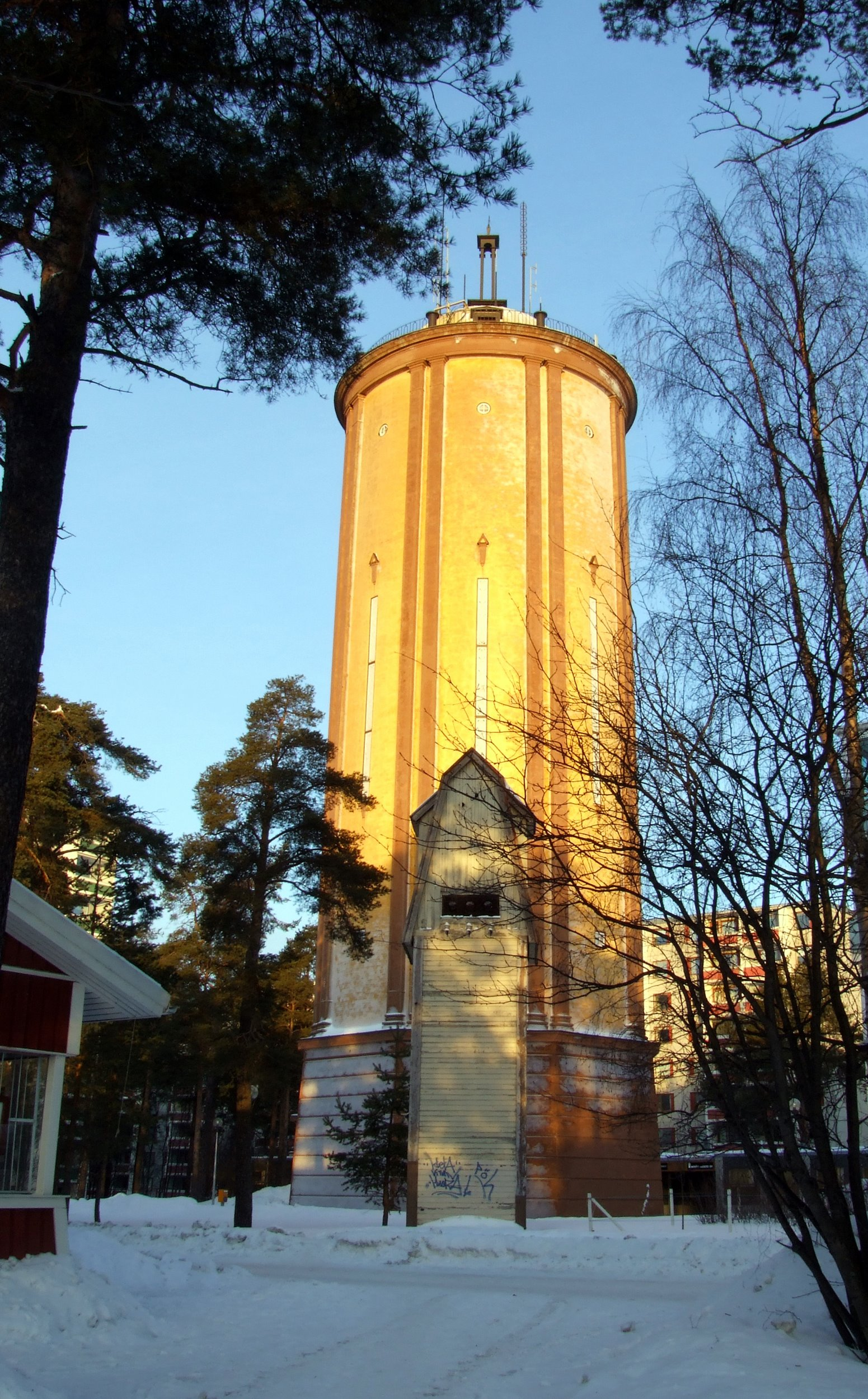
Château d’eau d'Intiö.